# Enfance en temps de guerre
 (février 2024).
La thématique de l’enfance en guerre peut renvoyer aux problématiques de l’enfant soldat, l’enfant de guerre, l’enfant né dans les situations d’urgence et de conflits, l’enfant victime de violences sexuelles en temps de guerre, ou l’enfant né de viols de guerre. Il existe pour autant un cadre juridique qui régit certaines de ces situations.
Un rapport de l’ONG Human Rights Watch a indiqué qu’en 2021, environ 426 millions d’enfants vivaient dans des zones de conflit, dont environ 200 millions dans des zones de conflit et d’affrontements violents, ce chiffre est en augmentation par rapport aux années précédentes. Ces contextes de conflits armés dans lesquels grandissent des enfants ont un impact sur ces derniers.

## L’âge en droit international
Pendant longtemps, l'enfant a été défini négativement, par opposition à l'adulte. Mais des instruments juridiques vont se saisir de cette notion en lui donnant une définition positive.
L’article 1er de la Convention internationale relative aux droits de l’enfant (CIDE) définit l'enfant comme "tout être humain âgé de moins de dix-huit ans, sauf si la majorité est atteinte plus tôt en vertu de la législation qui lui est applicable ». Cette définition flexible accorde aux États la possibilité d'apporter des aménagements à la détermination de l'âge de l'enfant. Les États, sur la base de leurs législations, peuvent réduire l'âge de la majorité. Cette hypothèse d'assouplissement découle d’un défaut d’accord  consacrant l’âge de la majorité en droit international. La disparité des États concernant la détermination de l'âge de la majorité s'apprécie à l'aune de plusieurs critères notamment les différences géographiques.
Toutefois, d’autres instruments supplémentaires et ultérieurs à la Convention internationale relative aux droits de l'enfant ont mis fin à la possibilité de modulation de l'âge de l'enfant par les États. Par conséquent, ces instruments qualifient l'enfant comme tout individu de moins de dix-huit ans. C’est l’exemple de la Charte africaine des droits et du bien-être de l’enfant qui précise qu’elle « entend par “enfant” tout être humain âgé de moins de 18 ans ». Dans une approche similaire, la convention (no 182) sur l’interdiction des pires formes de travail des enfants et l’action immédiate en vue de leur élimination considère l’enfant comme « l’ensemble des personnes de moins de 18 ans ».

## Les enfants soldats

### Définitions
Il n'existe pas encore d'accord global contraignant entre les États sur la définition de l'enfant soldat si bien que les débats sur cette problématique sont toujours prégnants. À l’exception des actes de droit mou, les instruments juridiques contraignants ne priorisent pas la définition de l’enfant soldat. Ils se contentent de régir le recrutement et la participation des enfants dans les conflits.
Le protocole facultatif à la Convention internationale relative aux droits de l’enfant a considéré comme enfant soldat tout enfant combattant quel que soit son sexe, âgé de moins de 18 ans ou parfois dès 16 ans.
Dans la poursuite des débats, ce concept d'enfant soldat a eu d'autres approches. Il s'agit  des principes du Cap et les principes de Paris. Concernant les principes du Cap, ils qualifient l'enfant-soldat  comme « toute personne âgée de moins de 18 ans enrôlée dans une force armée ou un groupe armé régulier ou irrégulier, quelle que soit la fonction qu’elle exerce, notamment, mais pas exclusivement celle de cuisinier, porteur, messager, et toute personne accompagnant de tels groupes qui n’est pas un membre de leur famille ». Cette caractérisation de l'enfant soldat englobe d'autres groupes dont les filles recrutées à des fins sexuelles et pour des mariages forcés. Elle ne concerne donc pas uniquement les enfants qui sont armés ou qui ont porté des armes,.
Les principes de Paris adoptés en vue de protéger les enfants, quant à eux, préfèrent le terme « enfant associé à une force armée ou à un groupe armé » au terme enfant soldat. Ensuite, ils précisent qu’un enfant associé à une force armée ou à un groupe armé désigne « toute personne âgée de moins de 18 ans qui est ou a été recrutée ou employée par une force ou un groupe armé, quel que soit la fonction qu’elle y exerce. Il peut s’agir, notamment, mais pas exclusivement, d’enfants, filles ou garçons, utilisés comme combattants, cuisiniers, porteurs, messagers, espions ou à des fins sexuelles. Le terme ne désigne pas seulement un enfant qui participe ou a participé directement à des hostilités ».
Les contenus des deux terminologies sont semblables, mais la  formulation « enfant associé à une force armée ou à un groupe armé » est défendue comme étant plus proche de la réalité que la terminologie « enfant soldat ». Elle permettrait une prise en compte de toute participation des enfants au conflit alors que le terme enfant soldat laisse subjuguer seulement une prise en compte de la participation directe des enfants aux conflits tout en omettant celle indirecte.

### L’encadrement du recrutement et participation des enfants aux conflits

#### Le recrutement
Plusieurs raisons poussent les parties à un conflit à recruter les enfants. Les conflits armés ont généralement lieu dans des pays où la population est majoritairement jeune. En plus , durant ces conflits, les familles sont désunies et les États n'arrivent plus à protéger les enfants qui sont abandonnés à leurs sorts. Ils sont donc plus enclins à intégrer les parties armées pour se protéger . Dans de tels contextes, des raisons économiques et utilitaristes conduisent ces parties aux conflits à les engager. Sur le plan économique, l'enrôlement de l'enfant est moins coûteux que celui du combattant adulte donc financièrement plus intéressant. Concernant les raisons utilitaristes, l'enfant est perçu comme plus discret, facilement influençable par la propagande, les idéologies, en plus  d'être moins soucieux de mourir que l'adulte. Dans plusieurs cas, les recrutements se font par la force.
Mais, le recours à des enfants pour participer aux conflits est encadré par des instruments juridiques internationaux. Plusieurs instruments juridiques s'intéressent plus au cas des enfants de moins de quinze ans. En réalité, le protocole additionnel (I) aux Conventions de Genève du 12 août 1949 relatif à la protection des victimes des conflits armés internationaux, exclut le recrutement d’enfants de moins de 15 ans. Il en est de même du Protocole additionnel (II) aux Conventions de Genève du 12 août 1949 relatif à la protection des victimes des conflits armés non internationaux. Dans une approche analogue, la Convention internationale relative aux droits de l’enfant prohibe aux États de recruter des enfants de moins de quinze ans dans les forces gouvernementales. D'ailleurs, le Statut de Rome qualifie tout enrôlement d'enfants de moins de quinze ans par les parties pour une participation active aux hostilités de crime de guerre.
D'autres instruments s'inscrivent dans la même logique avec une protection plus étendue. En effet, la Charte africaine des droits et du bien-être de l’enfant demande aux États de prendre toutes les mesures nécessaires pour empêcher l'enrôlement des enfants sous les drapeaux. Encore, le Protocole facultatif se rapportant à la Convention relative aux droits de l’enfant, concernant l’implication d’enfants dans les conflits armés  préconise aux États parties de veiller à éviter des enrôlements obligatoires d’enfants de moins de dix-huit ans dans leurs forces armées. Il demande aux États de veiller à ce que l'engagement soit effectivement volontaire.
Toutefois, l'enrôlement d'enfants par les groupes armées non étatiques est proscrit. Le Protocole facultatif se rapportant à la Convention relative aux droits de l’enfant, concernant l’implication d’enfants dans les conflits armés interdit les groupes armés distincts des forces armées étatiques d’enrôler et d'utiliser dans les hostilités des personnes âgées de moins de 18 ans . Il requiert aux États d'adopter toutes les mesures nécessaires pour sanctionner l’« enrôlement » des personnes de moins de dix-huit ans par les groupes armés distincts des forces armées.
Le recrutement forcé est prohibé quelle que soit la nature de la partie qui recrute. À cet effet, la Convention (no 182) concernant l’interdiction des pires formes de travail des enfants et l’action immédiate en vue de leur élimination considère le recrutement forcé ou obligatoire des enfants dans les conflits armés comme une des pires formes de travail des enfants.
La participation aux hostilités
Les enfants sont utilisés de plusieurs manières par les parties aux conflits. Ils sont exploités par les combattants comme des boucliers humains pour se protéger des attaques du camp adverse. Ces combattants leurs assignent le rôle de messagers, porteurs de munitions et d'équipements militaires, espions, poseurs de bombes, combattants, kamikazes  etc. Aussi, ils attribuent aux enfants des fonctions à la cuisine, aux travaux de la terre et dans les mines, aux pillages après les attaques, et les utilisent même comme des esclaves sexuels. Puis, ces belligérants recrutent des jeunes filles pour des mariages forcés.
Pourtant, au-delà de l'interdiction explicite du recrutement, la participation active des enfants aux hostilités est interdite. La Cour pénale internationale (CPI) , dans l’affaire Le Procureur c. Thomas Lubanga Dyilo explique que : « participer activement à des hostilités signifie non seulement une participation directe aux hostilités, c’est-à-dire aux combats, mais couvre également le fait de participer activement à des activités en rapport avec les combats, telles que la reconnaissance, l’espionnage, le sabotage, ainsi que l’utilisation d’enfants comme leurres ou messagers ou leur utilisation aux postes de contrôle militaire » ,. Et, la chambre préliminaire ajoute que « les enfants affectés à des activités qui sont manifestement sans lien avec les hostilités, telles que la livraison de denrées alimentaires à une base aérienne ou l’emploi de personnel domestique dans les quartiers réservés aux officiers mariés”, ne participent pas activement aux hostilités ».

#### Condamnation par l’Organisation des Nations unies (ONU)
Les Nations unies contribuent à la condamnation du phénomène des enfants soldats en votant des résolutions qui proscrivent leur implication dans des conflits armés. Le Conseil de sécurité a d’abord voté la résolution 1261 pour obliger les parties aux conflits armés à interdire l'enrôlement des enfants soldats. Après cette résolution, le Conseil de sécurité a adopté la résolution 1539 pour renforcer cette condamnation. En plus, il a mandaté le Secrétariat Général (SG) des Nations unies de prendre des mesures pour identifier les violations de cette obligation par les États afin d’y remédier. Par conséquent, le Secrétaire Général des Nations unies publie chaque année un rapport  sur les enfants et les conflits armés, qui permet de repérer les auteurs de violations graves des droits des enfants. Cela a donné lieu à l'établissement du Mécanisme de surveillance et de communication de l’information (MRM). L’UNICEF joue un rôle essentiel dans ce mécanisme en répertoriant les informations au niveau local afin de transmettre les données pour une inclusion dans le rapport du Secrétaire Général des Nations unies.
Malgré cet encadrement international sur la prohibition du recours aux enfants soldats dans les conflits, le phénomène perdure. Le Conseil de sécurité dans la résolution 2068, a constaté que les parties aux conflits continuent de recourir aux enfants soldats malgré le caractère illicite de cette pratique. La représentante spéciale du Secrétaire Général des Nations unies pour les questions relatives au sort des enfants dans les conflits armés a fait savoir en 2020 que, par rapport aux années précédentes, les cas de recrutements et d’utilisations des enfants dans les conflits armés ont légèrement diminué. Elle a précisé  que cela peut être dû aux difficultés d’accéder à l’information.  L’ONU a rapporté qu'« au total, 8 521 enfants ont été recrutés et utilisés par des parties à des conflits, les chiffres les plus élevés ayant été confirmés en République démocratique du Congo, en Somalie, en République arabe syrienne et au Myanmar ».
Dans son rapport de 2022, le Fonds des Nations unies pour l’enfance (UNICEF) a mis en exergue l’état du phénomène des enfants soldats et a affirmé qu'« au cours des cinq dernières années, les Nations unies ont pu vérifier le recrutement et l’utilisation de 8 756 enfants par an en moyenne (8 521 en 2020). Plus de 80 % de ces enfants ont été recrutés et utilisés par des acteurs non étatiques (86 % en 2020). Les cas restants ont été imputés aux forces gouvernementales ou n’ont pu être attribués à aucune partie ». Le rapport a précisé que ces « enfants associés aux forces armées et aux groupes armés sont utilisés pour exercer diverses fonctions, notamment celles de combattants, gardes, espions, porteurs ou cuisiniers, entre autres, ou encore à des fins sexuelles ». L'UNICEF a poursuivi dans ce rapport, que dans la même année de 2020, près d’un tiers de ces enfants ont été affectés à des rôles de combattants notamment dans des pays comme l’Afghanistan, la Syrie, le Yémen et  la République démocratique du Congo.

##### La République Démocratique du Congo
Des milliers d’enfants sont impliqués dans les deux guerres civiles opposant les forces gouvernementales aux groupes armés. Certains  auprès des forces gouvernementales, d’autres auprès des groupes armés. Laurent Désiré Kabila, ancien chef d’État de la République du Congo a lui-même fait usage de milliers d'enfants soldats dont des enfants de moins de 10 ans.
En 2008, Amnesty International dans un rapport sur le conflit dans la province du Nord-Kivu, a écrit qu’à : « chaque fois que deux enfants-soldats sont libérés, cinq sont recrutés de force ». La torture et l’homicide volontaire sont des moyens de dissuader les enfants qui tentent de fuir. Cet usage de la force a même été confirmé par la CPI dans l’affaire Thomas Lubanga DYILO qui mentionne que les enfants étaient forcés de se battre en Ituri. D'ailleurs, en 2012 la CPI a condamné Thomas Lubanga, dirigeant de la Force patriotique pour la libération du Congo, pour sa part dans le recrutement d’enfants soldats entre 2002 et 2003. En 2015, Human Rights Watch a relevé que les forces gouvernementales ont détenu des centaines d'enfants soupçonnés  d'appartenir à  des groupes armés,.
De plus, le rapport du Secrétaire Général des Nations unies de 2017 précise que  des groupes armés ont recruté  492 enfants (dont 63 filles)  et que 82 % des cas ont eu lieu au Nord-Kivu ; au moment de leurs recrutements, 129 avaient moins de 15 ans . Il poursuit  que  les principaux auteurs sont  les Forces démocratiques de libération du Rwanda, le groupe Nyatura, les Maï-Maï Mazembe et la Force de résistance patriotique de l’Ituri (FRPI). Des pourparlers entre l’ONU et les factions armées sur l’enrôlement et à l’utilisation d’enfants ont abouti à la libération en 2019 de 1 221 enfants.
Les observateurs ont constaté que des efforts sont faits pour résorber le problème des enfants soldats dans le pays . L’on en veut pour preuve l’ouverture de procès pour enrôlement et utilisation d’enfants contre des commandants du groupe des Nyatura et de la Force de résistance patriotique de l’Ituri. À cet effet, en septembre 2021, Chance, commandant des milices maï-maï, écope d'une condamnation pour crimes de guerre et crimes contre l’humanité, dont l’enrôlement et l’utilisation d’enfants.

##### Nigéria
Human Right Watch a révélé que des milliers d’enfants souffrent dans la guerre opposant le groupe Boko Haram et les forces gouvernementales depuis 2009. L'Organisation des Nations unies a pu établir selon les estimations, 3 617 cas d’enfants privés de liberté pour association présumée avec Boko Haram, dont 1 617 filles entre janvier 2013 et mars 2019,.
Ce groupe Boko Haram recrute plusieurs enfants dans le pays en faisant recours à des méthodes mixtes, c’est-à-dire des méthodes incluant parfois la menace, la force et quelquefois des manœuvres dolosives.

##### Afghanistan
Des milliers d’enfants combattent toujours auprès des talibans dans la guerre civile. Ces enfants sont utilisés pour l'espionnage, porter des munitions et équipements militaires, déposer des engins explosifs et pour des attentats-suicides. Dans une vidéo de propagande des leaders talibans en 2009, des enfants en uniforme des talibans font des éloges d’un combattant de 14 ans tué. En 2020, le Conseil de sécurité des Nations unies a attesté la poursuite du recrutement des enfants soldats dans le pays.
Mais, des efforts sont faits pour empêcher l'évolution des cas de recrutement. En effet, avant sa désintégration de fait, le gouvernement a entrepris des politiques de lutte contre l’enrôlement et l’utilisation des enfants soldats. C’est ainsi que le ministère de l’Intérieur a pu empêcher l’enrôlement d’au moins 98 enfants dans la Police nationale afghane entre janvier à juin 2021. Courant juin 2021, le Bureau du Conseil national de sécurité a pu mettre en place une politique de protection des enfants touchés par un conflit, avec l’appui des Nations unies.
Toutefois, les recrutements continuent. En effet, la Commission des droits de l'homme des Nations unies dans un rapport de 2022 soutient avoir établi 47 cas de recrutement et d'utilisation de garçons dont « 24 par les Taliban, 16 par des milices progouvernementales et 7 par la Police nationale afghane ». Dans le même rapport, la Commission affirme que depuis la prise du pouvoir par les talibans, les enfants soldats sont devenus plus visibles.

##### Sahel
Le sahel est un espace d'instabilité chronique où les forces gouvernementales et les groupes armées indépendantistes et/ou terroristes s'affrontent. Dans le cas des pays comme le Mali et le Burkina Faso, les enfants ne sont pas épargnés dans ces combats. Ils y participent aussi. Les parents sont très préoccupés par le sort de leurs enfants du fait de leur immaturité et de leur vulnérabilité, qui favorisent leurs recrutements par les djihadistes.
Particulièrement au Mali, la Coordination des mouvements de l’Azawad a engagé et exploité 284 enfants dont 221 garçons et 63 filles. Ce nombre se répartit entre le Mouvement national de libération de l’Azawad (MNLA), le Haut Conseil pour l’unité de l’Azawad (HCUA) et le Mouvement arabe de l’Azawad (MAA) ; la Plateforme (70), dont Ganda Lassal Izo (31), le Groupe d’autodéfense des Touaregs Imghad et leurs alliés (GATIA) (15), Ganda Koy (15) et le Mouvement pour le salut de l’Azawad (MSA) ; Dan Nan Ambassagou (DNA), le Front de libération du Macina (FLM), des auteurs non identifiés, le Mouvement pour l’unicité et le djihad en Afrique de l’Ouest (MUJAO) et les Forces armées maliennes. Il est établi que la plupart de ces enfants sont recrutés dans les régions de Kidal et de Gao. Certains parmi eux ont été des combattants et des assistants, puis ont même été victimes de violences sexuelles.

## Enfants victimes de violences sexuelles
En 2021, environ 426 millions d’enfants vivent dans des zones de conflits armés. Les violences sexuelles durant ces conflits étant massives et systémiques, les enfants n’en sont donc pas épargnés. L’ONU a dressé en 2005 une liste de six violations graves qui touchent les enfants durant les conflits armés à travers une résolution prise par le Conseil de Sécurité. On trouve en quatrième position de cette liste les viols et autres violences sexuelles telles que l’esclavage sexuel, la prostitution forcée, les grossesses ou les mariages forcés, la stérilisation forcée ou encore l’exploitation sexuelle et la maltraitance des enfants. L’UNICEF indique qu’entre 2005 et 2020 au moins 14 200 enfants ont été victimes de ce genre de traitements durant des conflits armés et que, parmi eux, 97% sont des filles. De manière générale, l’UNICEF a rapporté que 226 000 violations graves avaient été commises contre des enfants dans le cadre de conflits armés ces 16 dernières années. 

### Régime général des violences sexuelles de guerre applicable aux enfants
De manière générale, il existe un ensemble de règles juridiques internationales qui prohibent les violences sexuelles en temps de guerre, qu’elles soient commises sur des adultes ou sur des enfants.
La IVe Convention de Genève sur le traitement des personnes civiles en temps de guerre dispose ainsi dans son article 27 que « les femmes seront spécialement protégées contre toute atteinte à leur honneur, et notamment contre le viol, la contrainte à la prostitution et tout attentat à leur pudeur ». Le Protocole additionnel no 1 aux conventions de Genève le réaffirme dans ses articles 75 et 76, qui interdisent respectivement les atteintes à la dignité de la personne et les traitements humiliants et dégradants, lesquels inclus la prostitution forcée, l’attentat à la pudeur et le viol durant les conflits armés. Le protocole additionnel no 2 pose des interdictions similaires dans son article 4.
Le statut de Rome considère le viol, l’esclavage sexuel, la prostitution forcée, les grossesses forcées, la stérilisation forcée ou toute autre forme de violence sexuelle de gravité comparable en temps de guerre comme pouvant constituer des crimes contre l’humanité (article 7) et des crimes de guerre (article 8).
Les violences sexuelles dans les conflits armés sont aussi prohibées par la coutume en droit international humanitaire.

### Régime de protection contre les violences sexuelles spécifique aux enfants
En parallèle des règles juridiques internationales à portée générale, il existe des règles spécifiques aux enfants.

#### Dans le cadre de conventions internationales
Dès 1949, le premier Protocole additionnel aux Conventions de Genève pose dans son article 77 une obligation de protéger spécifiquement les enfants contre toute forme d’attentat à la pudeur.
La Convention relative aux droits de l’enfant impose aux États parties de protéger les enfants contre les violences sexuelles (article 19), et leur demande d’empêcher que « des enfants ne soient incités ou contraints à se livrer à une activité sexuelle illégale » et que « des enfants ne soient exploités à des fins de prostitution ou autres pratiques sexuelles illégales » ou « aux fins de la production de spectacles ou de matériel de caractère pornographique ». Il existe aussi un protocole facultatif à cette convention relatif à la vente d’enfants, la prostitution des enfants et la pornographie mettant en scène des enfants.

##### Dans le cadre de l'Organisation des Nations unies
L’ONU a également condamné les violences sexuelles commises sur les enfants au fil du temps, notamment à travers des résolutions du Conseil de sécurité. 
En 1999, celui-ci adopte la résolution « Enfants et conflits armés » qui condamne le fait de prendre pour cible des enfants dans les conflits armés en leur faisant subir des violences sexuelles. Cette première résolution demande aux États de « protéger les enfants, en particulier les petites filles, contre le viol et les autres formes de violence sexuelle et fondée sur le sexe dans les situations de conflit armé ». Dans une version récente de 2021, le Conseil de sécurité condamne toujours les viols et violences sexuelles infligées aux enfants dans les conflits armés et « exige que toutes les parties concernées mettent fin immédiatement à de telles pratiques et prennent des mesures spéciales pour protéger les enfants ».
En 2008, le Conseil de sécurité constate que les femmes et les enfants, et en particulier les jeunes filles, sont régulièrement prises pour cible dans le cadre de violences sexuelles, utilisées « notamment comme arme de guerre pour humilier, dominer, intimider, disperser ou réinstaller de force les membres civils d’une communauté ou d’un groupe ethnique ». Cette série de résolutions « Femmes, sécurité et paix » est régulièrement actualisée en prenant en compte les enfants, surtout les filles, victimes de violences sexuelles.

### Violences sexuelles commises dans le cadre des opérations de maintien de la paix de l'ONU
Durant les missions de maintien de la paix, des faits de violences sexuelles commises par le personnel de l’ONU, notamment les casques bleus, ont été rapportés. De nombreux enfants ont subi des viols, abus sexuels, ou rapports sexuels marchandés contre des denrées alimentaires de la part des casques bleus de l’ONU, en République centrafricaine ou à Haïti par exemple.
En réaction à ces exactions, plusieurs textes ont été élaborés par l’ONU pour mettre en place une "politique de tolérance zéro" à l’égard des soldats de la paix et autre personnel qui aurait pu commettre de tels actes. Dès 1999, le secrétaire général Kofi Annan a adopté une circulaire afin d’enjoindre le personnel des Nations unies à respecter le droit international humanitaire lors des opérations de maintien de la paix. Ce texte entend poser « les principes et règles fondamentaux du droit international humanitaire applicables aux forces des Nations Unies qui mènent des opérations sous le commandement et le contrôle de l’Organisation des Nations Unies », en reconnaissant une protection spéciale aux enfants contre les violences sexuelles.
En 2005, Kofi Annan élabore une politique de tolérance zéro à l’égard des soldats de la paix casques bleus qui auraient violé le droit international humanitaire. Il adopte une nouvelle circulaire interdisant expressément au personnel des Nations unies de commettre des faits d’exploitation ou d’abus sexuels durant les missions de maintien de la paix,.
Cette politique est réaffirmée par l’ONU à travers des résolutions du Conseil de sécurité,, et  de l’Assemblée générale. L’ONU a élaboré des normes de conduite interdisant spécifiquement l’exploitation et les atteintes sexuelles et toute activité sexuelle avec des mineurs, et prévoyant des sanctions disciplinaires en cas de violation avérée de ces normes de conduites.

## Enfants nés d’une grossesse contractée par le viol en temps de guerre
Les viols systématiques qui ont lieu durant les périodes de conflit armé entraînent inévitablement la naissance d’enfants issus de ces viols . Les enfants nés de ces viols de guerre sont des enfants de guerre (war children en anglais). Ce terme désigne les enfants nés lors d’un conflit ou à la suite d’un conflit, dans un pays occupé, d’un père appartenant à la force étrangère, le plus souvent un soldat occupant (ou de passage dans ce pays) et d’une femme du pays. Le terme s'applique autant aux enfants nés d’un viol de guerre qu'à ceux nés d’une union consentie.
Si l’existence de ces viols de guerre est reconnue désormais à l’échelle internationale comme un crime de guerre,, comme crime contre l’humanité,, voire comme élément constitutif du crime de génocide,,, la situation des mères et des enfants reste complexe, ces derniers étant souvent culpabilisés et mis à l’écart de la société. Cet ostracisme a été constaté pour les enfants de guerre nés durant la plupart des conflits armés, comme durant la Seconde Guerre mondiale,,, ou bien au Rwanda,, et en République démocratique du Congo,.  

### Statut juridique des enfants nés de viol de guerre en droit international
Il n’existe pas en droit international de statut particulier des enfants nés de viol de guerre. Ce n’est que récemment que l’ONU a commencé à se saisir de la question. En 2019, le Conseil de Sécurité des Nations unies adopte la résolution 2467 traitant entre autres de la situation des femmes enceintes à la suite d’un viol dans un contexte de conflit armé, et de la situation des enfants qui naissent de ces grossesses. 
Le Conseil de sécurité a pu constater les besoins spécifiques des femmes qui tombent enceintes à la suite de viols de guerre, ainsi que « les risques et atteintes spécifiques et durables, liés à cette situation, auxquels ces femmes, ces filles et les enfants nés d’un acte de violence sexuelle en période de conflit sont exposés au péril de leur vie, notamment l’exclusion économique et sociale, les blessures physiques et les dommages psychologiques, l’apatridie, la discrimination et l’impossibilité d’accéder à des réparations ». Il rappelle aussi aux États qu’ils ont l’obligation de reconnaître les droits des enfants issus de ces grossesses « conformément aux obligations qui leur incombent en vertu de la Convention sur l’élimination de toutes les formes de discrimination à l’égard des femmes et à la Convention relative aux droits de l’enfant »,.
Dans cette résolution 2467, le Conseil a chargé le Secrétaire général de rédiger un rapport spécial sur les « [f] emmes et filles tombées enceintes à la suite de violences sexuelles commises en période de conflit et enfants nés d’un acte de violence sexuelle commis en période de conflit ». Ce rapport, publié par le Secrétaire général des Nations unies le 31 janvier 2022, porte sur « les besoins spécifiques des femmes et des filles qui tombent enceintes à la suite de violences sexuelles commises en période de conflit et des enfants nés de tels actes, ainsi que sur les risques et préjudices connexes, distincts et parfois mortels auxquels ces personnes sont exposées dans les situations de conflit ». Si les Nations unies s’étaient déjà saisies de la problématique des violences sexuelles commises dans les conflits armés, c’est avec la résolution 2467 du Conseil, et le rapport du Secrétaire général qui a suivi cette résolution que le cas des enfants nés de ces violences est évoqué clairement pour la première fois à l’échelle de l’ONU.

#### Données chiffrées
Ce rapport présente quelques chiffres permettant d’avoir une meilleure estimation de l’ampleur du phénomène des enfants nés de viols commis en temps de conflit. Au Mali, entre 2016 et 2021, 134 enfants issus de viol ont été recensés. Ce chiffre est de 621 enfants pour le Nigeria, de plus de 3000 pour le Soudan dans la région du Darfour méridional et du Darfour oriental depuis 2015. Au Rwanda pendant le génocide 1994, on estime qu’entre 2 000 et 5 000 enfants seraient né d’une grossesse contractée par le viol. En Ouganda, le chiffre serait à plus de 8 000 enfants, tandis qu’en Sierra Leone, les estimations atteignent les 20 000 enfants. Le rapport présente ces chiffres comme des estimations qui sont probablement des minimums. 
Ce rapport documente les différentes problématiques que peuvent rencontrer les enfants issus des viols de guerre. Ces enfants sont notamment sujets à la discrimination, la stigmatisation, la non-reconnaissance et l’absence d’état civil, et à des violences psychologiques et physiques pouvant aller jusqu’à l’infanticide. Différentes règles de droit international peuvent être appliquées à la situation de ces enfants selon les conséquences que leur naissance peuvent engendrer. Les textes de droit international relatifs aux droits de l’homme s’appliquent aux enfants, même quand ils ne sont pas mentionnés explicitement. Il existe en plus des textes de protection spécifiques aux enfants.

#### Exclusion sociale et stigmatisation
La difficulté principale rencontrée par les enfants issus d’un viol de guerre est la réaction de la société environnante, qui humilie, culpabilise et met à l’écart les enfants de guerre et leurs mères. Au Rwanda « [l]es mères malgré elles, sont marquées de manière indélébile et ont un vécu de souillure et de contamination s’étendant à l’ensemble de la filiation et du groupe d’appartenance. Elles ont la honte ». En RDC, cette stigmatisation est connue et utilisée dans le but précis de détruire les communautés : "L’enfant est rejeté parce qu’il est le fruit de l’ennemi, la mère, souillée, est mise à l’écart par sa famille, le père est honteux de n’avoir pas pu protéger les siens, la famille éclate et par là-même, toute la communauté avec elle".
Selon le rapport de 2022 du Secrétaire général des Nations unies, beaucoup de ces enfants connaissent des discriminations, car ils sont associés aux crimes commis par leur père. Des enfants nés de viol au Mali était appelés « enfant de rebelle » ou « enfant de djihadiste », de même en République centrafricaine. Au Rwanda et en Ouganda, les enfants issus de viols de guerre portent souvent des surnoms à connotation négative, le plus souvent liés aux crimes commis pas leur père, tel que « petits tueurs » et « enfants du diable ». En conséquence, ces enfants sont souvent victimes de violences.
La situation de ces enfants a été documentée par des ONG et des reportages journalistiques qui rapportent des situations de marginalisation et d'isolement, voire de persécution. L’ONG Trial International décrit ainsi la situation des enfants bosniens issus des viols de guerre : « En Bosnie-Herzégovine, les enfants né/e/s de viols pendant la guerre sont confronté/e/s à de nombreux problèmes liés à leur identité, comme la stigmatisation, la marginalisation et l’isolement. Leurs mères ont souvent dû les élever dans des conditions socio-économiques particulièrement difficiles, seules et sans soutien ».
De nombreux cas de violences physiques, d’infanticides et d’abandons ont été recensés par l’ONU. Les enfants issus de viols de guerre sont souvent rejetés par la communauté, qui n’accepte généralement pas de s’en occuper ni de les élever.
Néanmoins, le droit international tend à les protéger contre la précarité et à leur garantir un accès à l’éducation. Dès 1924, la déclaration de Genève garantissait aux enfants le droit de grandir dans des conditions matérielles suffisantes (article 1) et d’être nourri (article 2). La déclaration des droits de l'enfant de 1959 garantit aux enfants une protection spéciale afin qu’ils se développent d’une façon saine et normale sur le plan physique, intellectuel, moral, spirituel et social, dans des conditions de liberté et de dignité, ainsi qu’un droit à l’éducation. Cette déclaration pose par ailleurs un principe de protection des enfants contre toute forme de discrimination. La convention relative aux droits de l’enfant de 1989 impose aux États parties de faciliter la réadaptation et la réinsertion sociale de tout enfant touché par les conflits armés. Elle reconnaît le droit de tout enfant à l’éducation et impose aussi aux États partis de s’assurer que lorsqu’un enfant est privé de son milieu familial, il puisse y avoir une continuité dans son éducation. Il faut cependant rappeler que la plupart de ces dispositions pesant sur les États, elles ne sont pas des plus efficaces pour protéger les enfants issus de viols de guerre, quand c’est un phénomène social qui les met à l’écart.
Il arrive aussi que ce ne soit pas seulement la société qui rejette les enfants nés de viols de guerre, mais les mères elles-mêmes. Ces dernières vont parfois voir leur violeur à travers leur enfant, et développer consciemment ou non un rejet pour l’enfant pourtant innocent. Une femme rwandaise de 23 ans a pu témoigner de son expérience : « À l’hôpital, j’ai arrêté d’allaiter ma fille pendant un jour et demi. Je voulais qu’elle disparaisse ». Un rapport du Secrétaire général des Nations unies documente la situation des enfants nés de viols de guerre : « les enfants nés d’un viol sont souvent perçus comme étant affiliés aux parties au conflit, ce qui entraîne leur stigmatisation et, dans certains cas, des abus, des infanticides, des abandons ou d’autres violations graves ».
Cela s’inscrit souvent dans les stratégies de guerre : le viol va avoir pour objectif de détruire les structures familiales des victimes et de modifier l’ethnie d’une population donnée, dans un but de domination voire de génocide, comme en Bosnie où des camps de viols avaient été créés dans le but de remplacer les populations Bosniennes par une nouvelle génération d’enfants Serbes issus des viols,. Dès lors les enfants sont perçus comme ayant pour mission de poursuivre les crimes de leurs pères, et sont stigmatisés par leur propre famille. Cette vision des enfants de guerre est corroborée et par le rapport de 2022 du Secrétaire général (expliquant qu’il s’agit d’une véritable stratégie de déplacement et de déshumanisation des communautés, qui considèrent « les enfants nés d’un viol lié à un conflit comme la prochaine génération d’un mouvement politique, ethnique ou religieux armé »), et par des acteurs de terrain, comme le prix Nobel de la paix Denis Mukwege (« En mettant enceintes ces femmes, les Interhamwe brisent la filiation, ils créent une nouvelle “race”, un enfant que le mari, la famille seront dans l’impossibilité de reconnaître. C’est une forme de guerre génétique qui se mène dans le corps des femmes »).
Jusqu'à présent, le droit international ne s'est pas saisi de cette problématique particulière, aussi il existe des lacunes dans la protection des enfants issus des viols de guerre en droit international.

#### Établissement de la filiation
Une autre conséquence majeure pour les enfants de guerre est l’absence d’information sur le père. Il arrive que la mère ait subi un viol en réunion et qu’elle ne puisse pas savoir lequel des agresseurs est le père de son enfant. Quand bien même une mère se rappelle du visage de son agresseur, quand le viol à lieu en temps de guerre, la femme connaît rarement l’identité du violeur ; bien souvent, elle ne connaît même pas son prénom. Même si la mère possède quelques éléments permettant d’identifier le père de l’enfant issu du viol, il peut être difficile de raconter à son enfant le viol et de lui expliquer sa filiation,,. Dès lors, les enfants issus de viols de guerre se heurtent à de grandes difficultés pour connaître leurs origines et l’identité de leur père.
Cette difficulté à établir la filiation est commune à la plupart des situations de conflit armé. Cela a notamment pu être documenté dans le cas de la Seconde Guerre mondiale, durant laquelle des soldats allemands ont pu engendrer de nombreux enfants de guerre dans les territoires occupés, qui ensuite ont connu des difficultés à cause de leurs connaissances trop vagues des données personnelles de leur père, de la fermeture de certaines archives et de la perte de nombreuses données (voir également Viols durant l'occupation de l'Allemagne).
Le droit international n’est pour autant pas étranger à la question. La Convention relative aux droits de l’enfant impose aux États dans son article 7 d’enregistrer les enfants à la naissance et confère à tout enfant le droit d’acquérir une nationalité et, dans la mesure du possible, le droit de connaître ses parents et d’être élevé par eux. Dans ce cadre, tout enfant a le droit à une identité, à une nationalité, un nom, et des relations familiales. De plus « si un enfant est illégalement privé des éléments constitutifs de son identité ou de certains d’entre eux, les États parties doivent lui accorder une assistance et une protection appropriées, pour que son identité soit rétablie aussi rapidement que possible ».
Au niveau régional, la Charte africaine des droits et du bien-être de l’enfant confère aussi à tout enfant le droit à un nom et une nationalité,. Cela était déjà affirmé en 1960 dans la déclaration des droits de l’enfant qui énonçait dans son principe 3 que tout enfant à le droit à un nom et une nationalité. Or, dans les pays où le nom est transmis par le père, connaître son père et établir sa filiation paternelle est nécessaire pour avoir un nom et l’ensemble des droits patrimoniaux qui y sont attachés.
La recherche des pères devrait donc être facilitée par les États pour les enfants issus de viols de guerre. Néanmoins, les législations internes relatives aux enfants de guerre de manière générale sont peu homogènes, certaines plus ou moins tolérantes que d’autres envers ces enfants. 

### Traitement des enfants issus des viols de guerre par le droit national des États

#### Rwanda
Le Rwanda a été particulièrement concerné par les viols de guerre, et le nombre d’enfants issus de ces viols est estimé par l’ONU à au moins 1 enfant pour 100 viols, et au moins 2000 à 5 000 enfants en tout.
Les enfants issus de viols de guerre font face à une culture et des lois peu favorables à leur statut. Le Rwanda accorde un statut très défavorable aux enfants nés hors mariage de manière générale, et les enfants nés de viols de guerre ne font pas exception. Le comité des droits de l’enfant a alerté sur les discriminations persistantes que subissaient les enfants nés de viols au Rwanda. Ce rejet des enfants nés hors mariage est un phénomène traditionnel et culturel : les enfants nés hors mariages sont considérés honteux, en eux-mêmes et pour la famille ; ils sont désignés comme illégitimes.
Des témoignages de femmes rwandaises rapportent que le droit coutumier rwandais ne reconnaît pas de droits aux enfants nés hors mariage : ils n’ont pas le droit à un héritage et n’ont pas le droit de posséder les biens de la famille. La plupart risquent même d’être volontairement abandonnés ou tués par leur mère ou leur famille.
Les enfants rwandais issus de viols de guerre font face à une autre difficulté. Ces derniers ne connaissent généralement pas l’identité de leur père, ni même le nom de ce dernier. Or, au Rwanda, le nom se transmet par le père. La filiation est paternelle et la filiation maternelle est considérée comme une honte. Cette situation engendre de nombreux problèmes légaux pour ces enfants, qui sont considérés comme n’ayant pas de nom. Certains ont pu se voir refuser leur inscription à l’école sous le nom de leur mère, le nom du père étant exigé.
Peu de solutions existent pour pallier l’inexistence d’état civil pour ces enfants. Les mères doivent s’arranger pour qu’un autre homme accepte de donner son nom à l’enfant, qu’il s’agisse d’un mari, voire d’un membre de la famille, comme le grand-père de l’enfant issu du viol, ce qui n’est pas toujours aisé au vu de la charge économique que représente un enfant,.
Cependant, le programme scolaire a été révisé en 1994 pour y intégrer la question des enfants nés du viol et lutter contre la discrimination à leur égard, et contre le harcèlement.

#### Iraq et Syrie
Les politiques d’enregistrement des naissances et de reconnaissance sont discriminatoires. Les enfants issus des viols de guerre n’ont pas accès aux soins de santé ni à l’éducation, au logement, ou à l’emploi, car ils ne possèdent pas de documents d’état civil.

#### Soudan
Au soudan il est possible que la lignée s’établisse par la mère pour les enfants issus d’un viol, quand le père est inconnu. Néanmoins, dans la pratique, cela n’est pas du tout adapté au fonctionnement des administrations soudanaises, ce qui rend les procédures très longues et lourdes.
Ces enfants ont donc en pratique de grandes difficultés à posséder un état civil, ce qui les empêche de jouir de certains droits tels que la propriété, ou l’héritage.

#### Bosnie-Herzégovine
La Bosnie est un des États qui a été le plus loin dans la reconnaissance des enfants de guerre et des enfants issus de viols de guerre. Le 14 juillet 2022, le district de Brčko en Bosnie-Herzégovine, une des trois unités administratives du pays, a pris la décision inédite de reconnaître que les enfants issus de viols de guerre appartenaient à une catégorie spécifique de victimes civiles de guerre dans une loi sur les victimes civiles de guerre. C’est la première fois que les enfants issus de viol de guerre se voient reconnaître un statut spécifique de victime.

#### Vietnam
Durant la guerre du Pacifique, des viols ont été commis au Vietnam par des soldats japonais. Des enfants sont nés de ces viols. Ces enfants de guerre, issus de viol, ont subi les conséquences d’une politique japonaise et vietnamienne défavorable. Le gouvernement japonais d’une part a encouragé les pères à abandonner les enfants qu’ils avaient engendrés. Le gouvernement Vietnamien d’autre part a discriminé ces enfants considérés comme à demi japonais, issus d’une union honteuse de leur mère avec l’ennemi. 

#### Norvège
De nombreux enfants de guerre nés en Norvège de père Allemands ayant fréquenté des femmes norvégiennes pendant l’occupation sont nés à la suite de la Seconde Guerre mondiale. Le droit Norvégien n’a pas toujours été favorable à la reconnaissance de ces enfants. Le gouvernement norvégien a envisagé pendant un moment d’expulser de force 8 000 enfants de guerre et leurs mères vers l’Allemagne, voire vers la Suède (qui à refuser de les accueillir). Le gouvernement norvégien a fini par se raviser,.

### Conséquences pour la santé de l’enfant
Le rejet de la société et de la mère, ainsi que les stigmatisations et les violences ont des conséquences sur la santé physique et mentale des enfants nés d’une grossesse contractée par le viol lors d’un conflit.
Ces enfants sont plus à risque d’être exposés aux violences sexuelles. En effet, étant souvent rejetés par la société, ils sont souvent obligés de quitter leur foyer, ce qui les expose aux violences sexuelles, voir à l’exploitation sexuelle. Une grande partie de ces enfants s’avèrent aussi être séropositifs.
De plus, le rejet développé à leur égard par la société entraîne de graves traumatismes psychologiques à l’âge adulte. Ces enfants sont plus sujets à la dépression et à la dépendance a des substances. Dès lors les risques de reproduction des comportements violents sont accrus, ce qui alimente les cercles de violences, et contribue à prolonger certains comportements violents même une fois que le conflit a pris fin. En effet, ces enfants ayant été marginalisés, traumatisés, et n’ayant souvent pas reçu d’éducation, ils n’ont pas de moyens de subsistance, ce qui les rend plus susceptibles d’être recrutés par les groupes armés.

### La réparation
Il existe peu de mécanismes de réparation pour les préjudices subis par les enfants issus de viols de guerre, ce qui concorde avec le fait qu’ils ne bénéficient pas, ou rarement, d’un statut reconnu de victimes. Les grossesses forcées ont pu être reconnues comme constituant un crime de guerre[52] et un crime contre l’humanité. Le statut de Rome les considère comme des crimes contre l’humanité. En 2021, la Cour pénale Internationale a jugé Dominic Ongwen pour crime de guerre et crime contre l’humanité pour des actes de grossesse forcées. Mais si ces textes reconnaissent éventuellement les femmes étant tombées enceintes à la suite d’un viol de guerre comme des victimes de crime de guerre et de crime contre l’humanité, les enfants issus de ces viols ne sont pas mentionnés ni concernés par d’éventuelles réparations.
Ce n’est qu’en mars 2021 qu’une avancée majeure à vu le jour. En effet, dans le cadre de l’affaire « Procureur c. Bosco Ntaganda », la Cour pénale internationale à spécifiquement traité du cas des enfants nés de viol. Elle leur a reconnu la qualité de victime directe, ce qui leur ouvre le droit à des réparations.

#### Norvège
Les exemples les plus marquants de tentatives de réparation viennent des initiatives étatiques. Pendant plusieurs années, des enfants de guerre ont tenté d’obtenir du gouvernement norvégien réparation pour les mauvais traitements qui leur avaient été infligés par la Norvège. Une première affaire a été rejetée, car les délais de prescription avaient été dépassés. Mais en 2004, une loi norvégienne a inclus les enfants de guerre qui avaient connu des mauvais traitements dans un programme permettant aux citoyens ayant subi des maltraitances ou négligences de l’État de demander une indemnisation. Le 8 mars 2007, 158 enfants de la guerre ont déposé un recours devant la CEDH pour obtenir des réparations pour les abus systémiques qu’ils avaient subis. La CEDH a rejeté ce recours, mais le gouvernement norvégien a quand même offert aux requérants une compensation pécuniaire.
Les enfants de guerre Norvégiens ont aussi reçu des excuses de la part du gouvernement norvégien, qui a reconnu les négligences.

#### Bosnie-Herzégovine
En 2022, la Bosnie-Herzégovine a reconnu les enfants nés des viols de guerre comme des victimes de guerre (voir supra). Ce statut à permis aux enfants d’être indemnisés. Néanmoins, cette réparation ne va pas jusqu’à envisager une aide à l’éducation par le biais de bourses, comme l’avaient demandé les enfants de guerre bosniens.